# 秀兰·邓波儿
秀兰·简·邓波儿或譯為雪莉·谭宝（1928年4月23日—2014年2月10日），生于美国加州，美国童星及外交官，全世界第一位获得奥斯卡奖的童星，肯尼迪中心荣誉奖得主。

## 童星传奇

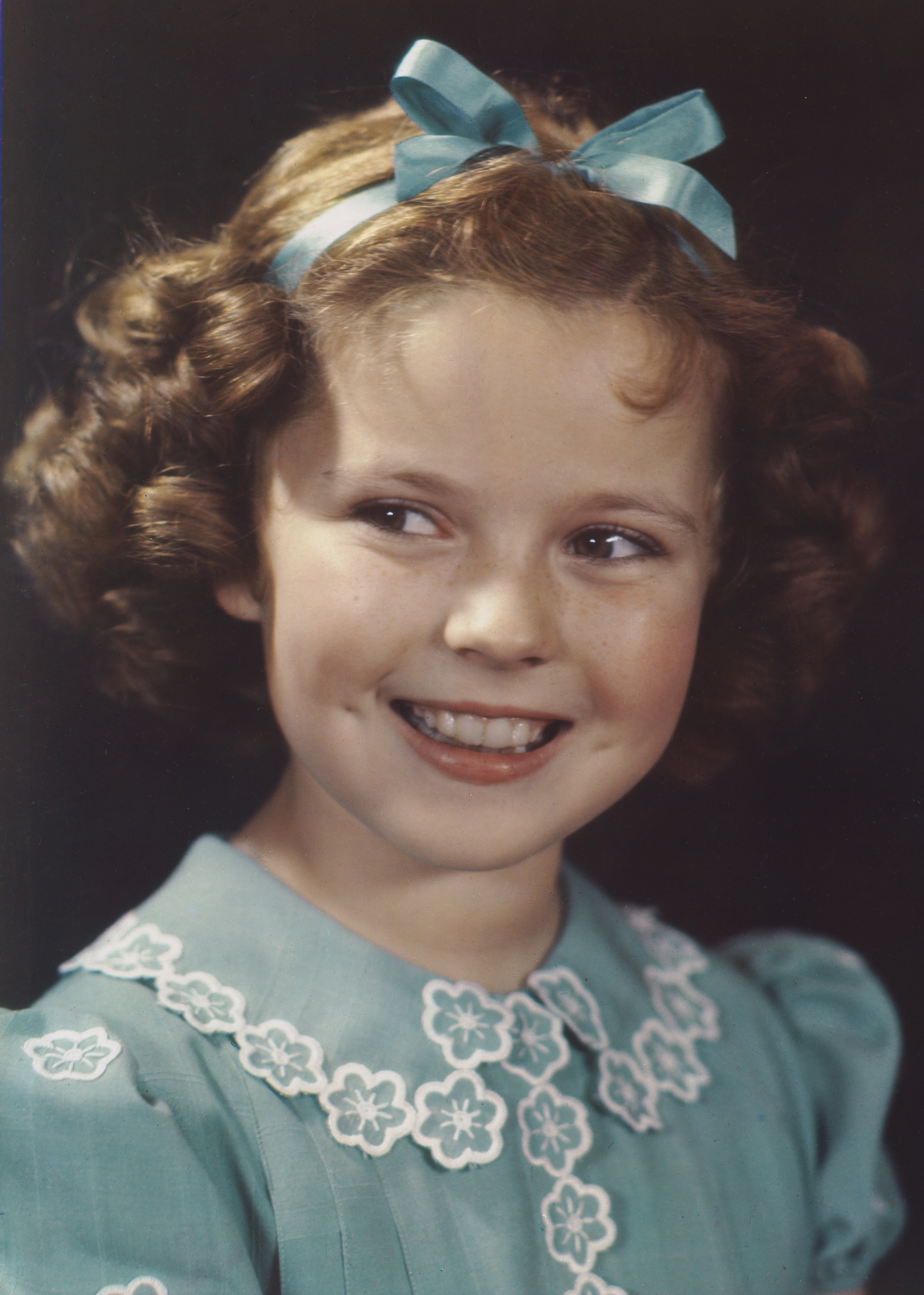
1938年的邓波儿

秀兰·邓波儿1928年4月23日生于美国加利福尼亚州圣莫尼卡加洲大學洛杉磯分校聖莫尼卡醫療中心，父亲是银行出纳员，母亲则是一名家庭主妇。她还有两个哥哥George Francis, Jr.和John Stanley。邓波儿混有英国、德国和荷兰血统。
3岁时邓波儿在母亲的安排下进入一所叫米格林的幼儿舞蹈学校接受训练，同时母亲也开始将小邓波儿的头发做成像玛丽·毕克馥一样漂亮的金色卷发。1934年，年仅6岁的邓波儿出演了歌舞片《起立欢呼》，影片大获成功。随后一年中，邓波儿出演了《新群芳大会》、《小天使》、《小情人》等8部影片。由于在这几部影片中的出色表演，1935年年仅7岁的她就获得了第7届奥斯卡的奥斯卡青少年奖，成为有史以来获得奥斯卡奖的第一个孩子。从1934年到1939年，她每年都在最受欢迎的十大明星之列，成为当时美国儿童崇拜的偶像，也是成年人心目中的宠儿，曾有“大众小情人”之称。秀兰·邓波儿是天生的歌舞好手，也是才華洋溢的演員，她共拍過超過40部電影，大都在12歲前。秀兰·邓波儿童星時代著名作品包括《小卷毛》（Curly Top）與《小叛逆》（The Littlest Rebel）等，這幾部作品也挽救了二十世紀福斯影片公司在當年差點破產的命運。随着她的逐渐长大，少女时代的秀兰·邓波儿，影坛魅力逐渐消退，观众无法接受他们最喜爱的小宝贝已经长大的现实。
藥妆曼秀雷敦「小護士商標」即是二戰後由的日本美術家今竹七郎以鄧波兒為雛型所設計的。

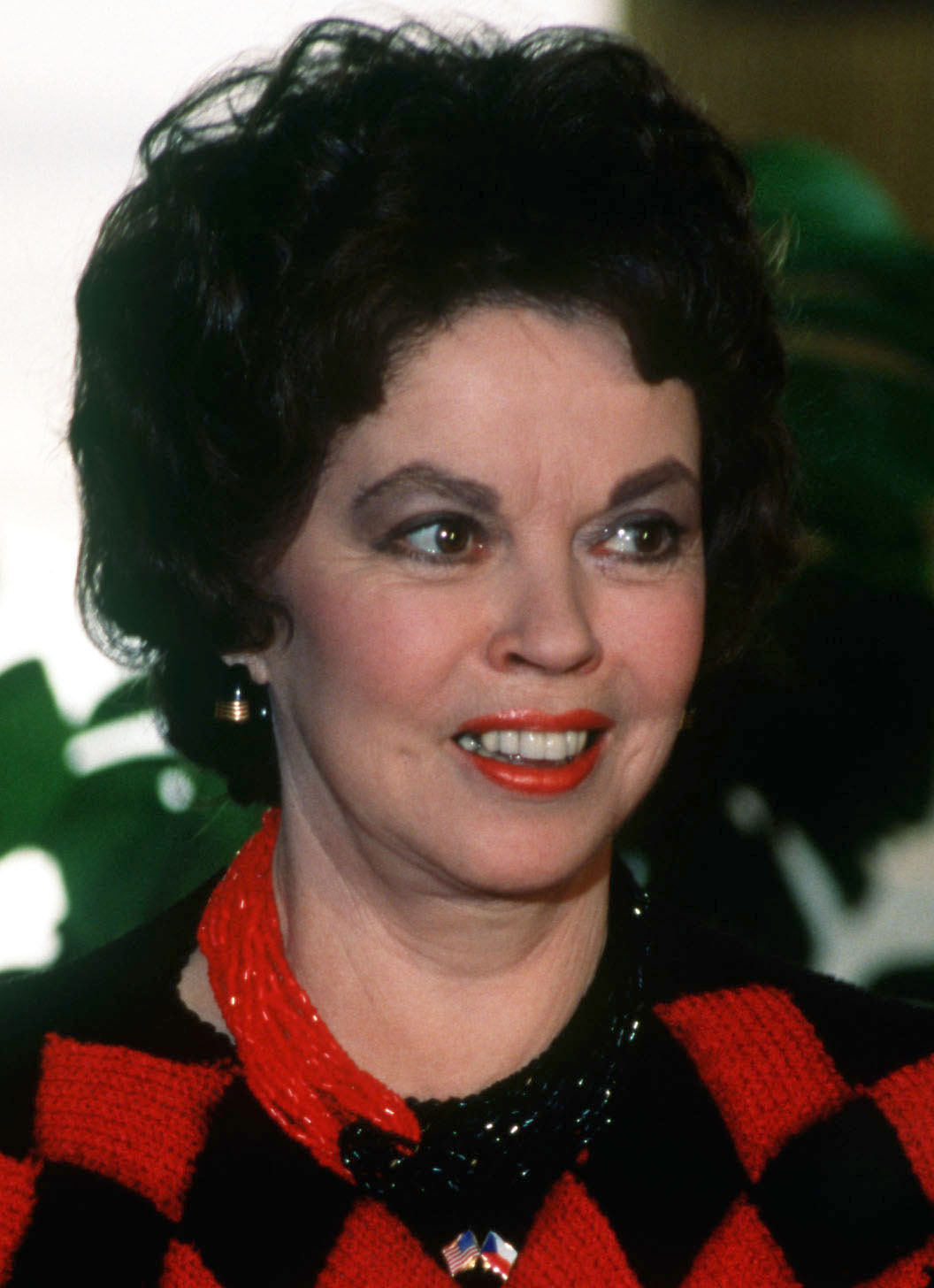
1990年，在布拉格任美国驻捷克斯洛伐克大使的邓波儿

## 政坛生涯
秀兰·邓波儿在演完第43部影片后正式告别影坛转而投身政坛。她是共和黨支持者，先后担任过美国驻联合国代表团代表、美国驻加纳大使、福特总统时期的礼宾司司长。1977年4月，曾到中国大陆访问。1989年，乔治·赫伯特·沃克·布什总统任命她为美国驻捷克斯洛伐克大使。
1999年，邓波儿以其童星時期的成就，被美國電影學會選為百年來最偉大的女演員第18名。
另外，有一種沒有酒精成份的雞尾酒使用了她的名字，名為秀兰邓波儿，又叫兒童雞尾酒，在国外深受兒童歡迎。

## 个人生活
秀兰·邓波儿于1945年与约翰·阿加尔 （1921年-2002年）结婚。1948年生了一个女儿起名为琳達·蘇珊·阿加尔。1950年两人离婚，同年改嫁小查爾斯·布萊克。1952年生儿子小查爾斯·布萊克，1954年生女儿洛瑞·布萊克。成年之后曾患乳腺癌。
2014年2月10日，邓波儿逝世，享壽85岁。

## 相关电影
迪士尼秀兰·邓波儿的故事（The Shirley Temple Story）